# Emile Degelin
Emile Degelin (Diest, 16 juli 1926 – Kessel-Lo, 20 mei 2017) was een Belgisch televisieregisseur, filmproducent, filmmonteur, docent, scenarioschrijver en auteur van romans.

## Levensloop
Degelin liep stage in Londen bij Arthur Elton en John Greerson in documentairefilms en was assistent van John Guillermin en Philip Leacock in lange speelfilms. Hij liep ook stage in de Actors Studio in New York en de Barrandow Studios te Praag. Vanaf 1952 was hij actief als filmregisseur, scenarist, monteur en producer. 
In 1962 stichtte hij (en werd hij coördinator van) de filmafdeling aan het Rijksinstituut voor Toneel- en Cultuurspreidingstechnieken in Brussel, waar hij tot 1992 docent filmvormgeving en filmregie was. Hij vertegenwoordigde het RITCS op internationale congressen van het Cilect (Centre International de Liaison des Ecoles de Cinéma et de Télévision) in Tokio en Mexico.
In 1966 maakte hij de komische speelfilm Y mañana met Jacques Dufilho in de hoofdrol van een Vlaamse rijkswachter die na een vervelende vakantie vast komt te zitten op een Spaans eiland omdat hij zijn zitje in zijn terugvlucht niet gereserveerd had.
Van 1981 tot 1991 doceerde hij acteren voor film aan de Studio Herman Teirlinck in Antwerpen. Sinds 1982 schreef hij romans.
In 1953 trad hij in het huwelijk met de Franstalige romancière Jacqueline Harpman. Dit huwelijk eindigde in 1962, waarna hij in 1963 hertrouwde met Angela Schlottke, met wie hij drie kinderen had.
Emile Degelin overleed op 20 mei 2017 in Kessel-Lo aan een hartaanval.